# تالار مشاهیر گرمی
جایزهٔ تالار مشاهیر گرمی (به انگلیسی: Grammy Hall of Fame Award) یک جایزهٔ مخصوص است که توسط مراسم جایزه گرمی از سال ۱۹۷۳ به آلبوم‌ها و تک‌آهنگ‌هایی که دارای «اهمیت تاریخی یا کیفی» هستند اهدا می‌شود. از شرایط دیگر ثبت آثار در این تالار این است که حداقل ۲۵ سال از انتشار رسمی آن اثر گذشته باشد. این جایزه به آلبوم‌ها و تک‌آهنگ‌ها در تمام سبک‌های موسیقی اهدا می‌شود.
تا سال ۲۰۱۰ حدود ۸۵۰ آلبوم و تک‌آهنگ، موفق به دریافت این جایزه شدند. (از سال ۱۹۰۰ تا به امروز، صدها هزار آلبوم و تک‌آهنگ در جهان منتشر شده است.)